# George Stone (koszykarz)
George E. Stone (ur. 9 lutego 1946 w Murray, zm. 30 grudnia 1993 w Columbus) – amerykański koszykarz, występujący na pozycji niskiego skrzydłowego.
Zmarł na atak serca w grudniu 1993.

## Osiągnięcia
NCAA
- Zaliczony do I składu konferencji Mid-American (MAC – 1967)

ABA
- Mistrz ABA (1971)[2]